# Een broekje in de branding
Een broekje in de branding is een single van Gerard Cox. Zowel A- als B-kant is afkomstig uit de voorstelling Met blijdschap geven wij kennis van Cox, Adèle Bloemendaal en Frans Halsema, die ook op elpee verscheen. Een tweetal jaren stond het ook op Cox's Wie wijst Gerard Cox de weg...?.
Cox zong in Een broekje in de branding een lichte dijenkletser. Het nummer is echter gecomponeerd door de meestal serieuze Rogier van Otterloo met een tekst van Cox.
Een deel van de tekst verwees naar klassenjustitie in de Baarnse moordzaak. De daders mochten tijdens het uitzitten van hun straf met vakantie. In dit liedje verwoord met de tekst: Dobbert het aan tegen een miljonair of bollebof of tegen een welgestelde delinquent met zeilverlof'.
De B-kant is een cover van het lied Les vieux-Les mignons van Jacques Brel, Gérard Jouannest, Jean Corti en F.Lo in een vertaling van Cox. Cox parodieerde met deze versie het lied De lievertjes en De oudjes van Jasperina de Jong. Die was daar bijzonder ontstemd over.

## Hitnotering
Gerard Cox stond voor het eerst aan de poorten van de Nederlandse Top 40 met dit nummer. Het haalde het net niet, maar stond drie weken in de tipparade.